# Coppa delle Alpi
Coppa delle Alpi (z wł. Puchar Alp, fr. Coupe des Alpes, niem. Alpenpokal) – międzynarodowy towarzyski klubowy turniej piłkarski rozgrywany regularnie latem od 1960 do 1987, z wyjątkiem 1965 i 1986, pomiędzy klubami z państw alpejskich (Włochy, Francja, Szwajcaria i Niemcy).
Zainicjowany w 1960 roku jako turniej, w którym rywalizowały zespoły włoskie i szwajcarskie. Formuła turnieju wyglądała następująco: każdy z uczestników miał przeciwnika z innego kraju i grał mecz u siebie i na wyjeździe, a punkty były gromadzone w klasyfikacji generalnej do wyznaczenia zwycięskiego narodu. 8 zespołów od każdego kraju uczestniczyło w pierwszej edycji Pucharu, w drugiej również 8.
Od 1962 roku o Puchar walczyły tylko kluby. W edycji 1962 osiem drużyn (3 włoskich, 3 francuskich i 2 szwajcarskich) walczyły o Puchar z klasyczną formułą ćwierćfinału, półfinału i finału. Tylko spotkania ćwierćfinałowe składały się z meczu i rewanżu. W 1963 i 1964 roku 4 włoskie i 4 szwajcarskie drużyny były podzielone na dwie grupy, a zwycięzcy obu grup walczyły o Puchar w meczu finałowym, a drużyny, które zajęły drugie miejsca grały o 3. miejsce w Pucharze.
Po rocznej przerwie, w edycji 1966 roku występowało 4 włoskich i 4 szwajcarskich drużyn. Każdy zespół rozegrał cztery mecze z czterema uczestnikami z drugiego kraju, a za zwycięzcę uznawano zespół, który zdobył najwięcej punktów, liczonych w jednym ogólnym rankingu.
w 1967 i 1968 do zespołów włoskich i szwajcarskich dołączyły klubu z Niemiec Zachodnich, które zdobywały Puchar. Formuła turnieju była zmieniana w zależności od ilości drużyn, które zmagały się systemem kołowym, a za zwycięzcę uznawano zespół, który zdobył najwięcej punktów, liczonych w jednym ogólnym rankingu.
W edycji 1969 roku występowało 4 włoskich, 4 szwajcarskich, 3 niemieckich i 1 belgijska drużyna.
W 1970 i 1971 do rozgrywek przystąpiły tylko włoskie i szwajcarskie zespoły.
Od 1972 do 1987 roku tylko francuskie i szwajcarskie drużyny grały w tym turnieju.

## Finały
| I     | 1960 | Włochy (AS Roma, Alessandria, Hellas Verona, Catanzaro, SSC Napoli, Calcio Catania, Triestina, US Palermo) | 19–13          | Szwajcaria (BSC Young Boys, Chaux-de-Fonds, Young Fellows, Brühl, Biel-Bienne, Fribourg, FC Luzern, FC Zürich)             |                |                |                |
| II    | 1961 | Włochy (Brescia, Lecco, Pro Patria, Reggiana, Parma, Monza, S.S. Lazio, ACF Fiorentina)                    | 29–3           | Szwajcaria (FC Lugano, FC Luzern, Young Fellows, FC Schaffhausen, Biel-Bienne, AC Bellinzona, Grasshopper, BSC Young Boys) |                |                |                |
| III   | 1962 | Genoa C.F.C.                                                                                               | 1:0            | Grenoble Foot 38 |                |                |                |
| IV    | 1963 | Juventus F.C.                                                                                              | 3:2            | Atalanta B.C. |                |                |                |
| V     | 1964 | Genoa C.F.C.                                                                                               | 2:0            | Calcio Catania |                |                |                |
|       | 1965 | Nie rozgrywano                                                                                             | Nie rozgrywano | Nie rozgrywano | Nie rozgrywano | Nie rozgrywano | Nie rozgrywano |
| VI    | 1966 | SSC Napoli                                                                                                 | turniej        | Juventus F.C. |                |                |                |
| VII   | 1967 | Eintracht Frankfurt                                                                                        | turniej        | TSV 1860 Monachium |                |                |                |
| VIII  | 1968 | Schalke 04                                                                                                 | 3:1            | FC Basel |                |                |                |
| IX    | 1969 | FC Basel                                                                                                   | 3:1            | Bologna FC |                |                |                |
| X     | 1970 | FC Basel                                                                                                   | 3:2            | ACF Fiorentina |                |                |                |
| XI    | 1971 | S.S. Lazio                                                                                                 | 3:1            | FC Basel |                |                |                |
| XII   | 1972 | Nîmes Olympique                                                                                            | 7:2            | Girondins Bordeaux |                |                |                |
| XIII  | 1973 | Servette FC                                                                                                | 1:0            | Lausanne |                |                |                |
| XIV   | 1974 | BSC Young Boys                                                                                             | 2:1            | FC Basel |                |                |                |
| XV    | 1975 | Servette FC                                                                                                | 3:0            | FC Basel |                |                |                |
| XVI   | 1976 | Servette FC                                                                                                | 2:1            | Nîmes Olympique |                |                |                |
| XVII  | 1977 | Stade de Reims                                                                                             | 3:1            | SC Bastia |                |                |                |
| XVIII | 1978 | Servette FC                                                                                                | 4:0            | Lausanne |                |                |                |
| XIX   | 1979 | AS Monaco                                                                                                  | 3:1            | FC Metz |                |                |                |
| XX    | 1980 | Girondins Bordeaux                                                                                         | 3:0            | Nîmes Olympique |                |                |                |
| XXI   | 1981 | FC Basel                                                                                                   | 2:2 (k. 5:3)   | FC Sochaux-Montbéliard |                |                |                |
| XXII  | 1982 | FC Nantes                                                                                                  | 1:0            | Neuchâtel |                |                |                |
| XXIII | 1983 | AS Monaco                                                                                                  | 2:1            | AJ Auxerre |                |                |                |
| XXIV  | 1984 | AS Monaco                                                                                                  | 2:0            | Grasshopper |                |                |                |
| XXV   | 1985 | AJ Auxerre                                                                                                 | 1:0            | AS Monaco |                |                |                |
|       | 1986 | Nie rozgrywano                                                                                             | Nie rozgrywano | Nie rozgrywano | Nie rozgrywano | Nie rozgrywano | Nie rozgrywano |
| XXVI  | 1987 | AJ Auxerre                                                                                                 | 3:1            | Grasshopper |                |                |                |

## Statystyki
| Lp.    | Klub                   | Zdobywca | Finalista | Lata triumfów          |
| ------ | ---------------------- | -------- | --------- | ---------------------- |
| 1.     | Servette FC            | 4        | 0         | 1973, 1975, 1976, 1978 |
| 2.     | FC Basel               | 3        | 4         | 1969, 1970, 1981       |
| 3.     | AS Monaco              | 3        | 1         | 1979, 1983, 1984       |
| 4.     | AJ Auxerre             | 1        | 1         | 1985, 1987             |
| 5-6.   | Włochy                 | 2        | 0         | 1960, 1961             |
|        | Genoa C.F.C.           | 2        | 0         | 1962, 1964             |
| 7.     | Nîmes Olympique        | 1        | 2         | 1972                   |
| 8-9.   | Juventus F.C.          | 1        | 1         | 1963                   |
|        | Girondins Bordeaux     | 1        | 1         | 1980                   |
| 10-16. | SSC Napoli             | 1        | 0         | 1966                   |
|        | Eintracht Frankfurt    | 1        | 0         | 1967                   |
|        | Schalke 04             | 1        | 0         | 1968                   |
|        | S.S. Lazio             | 1        | 0         | 1971                   |
|        | BSC Young Boys         | 1        | 0         | 1974                   |
|        | Stade de Reims         | 1        | 0         | 1977                   |
|        | FC Nantes              | 1        | 0         | 1982                   |
| 17-19. | Szwajcaria             | 0        | 2         |                        |
|        | Lausanne               | 0        | 2         |                        |
|        | Grasshopper            | 0        | 2         |                        |
| 20-29. | Grenoble Foot 38       | 0        | 1         |                        |
|        | Atalanta B.C.          | 0        | 1         |                        |
|        | Calcio Catania         | 0        | 1         |                        |
|        | TSV 1860 Monachium     | 0        | 1         |                        |
|        | Bologna FC             | 0        | 1         |                        |
|        | ACF Fiorentina         | 0        | 1         |                        |
|        | SC Bastia              | 0        | 1         |                        |
|        | FC Metz                | 0        | 1         |                        |
|        | FC Sochaux-Montbéliard | 0        | 1         |                        |
|        | Neuchâtel              | 0        | 1         |                        |